# 1953-as magyar atlétikai bajnokság
Az 1953-as magyar atlétikai bajnokság az 58. magyar bajnokság volt.

## Eredmények

### Férfiak
| Versenyszám                      | Arany                                                                 | Arany     | Ezüst                                                        | Ezüst                 | Bronz                                                        | Bronz                 |
| -------------------------------- | --------------------------------------------------------------------- | --------- | ------------------------------------------------------------ | --------------------- | ------------------------------------------------------------ | --------------------- |
| 100 m                            | Goldoványi Béla Budapest                                              | 10,7      | Zarándi László Budapest                                      | 10,9                  | Varasdi Géza Budapest                                        | 10,9                  |
| 200 m                            | Goldoványi Béla Budapest                                              | 21,6      | Bánhalmi Ferenc Budapest                                     | 21,8                  | Varasdi Géza Budapest                                        | 22,0                  |
| 400 m                            | Bánhalmi Ferenc Budapest                                              | 48,0      | Adamik Zoltán Budapest                                       | 48,1                  | Szentgáli Lajos Budapest                                     | 48,2                  |
| 800 m                            | Bakos Jenő Budapest                                                   | 1:51,7    | Tanay László Győr-Sopron                                     | 1:52,0                | Bárkányi István Csongrád                                     | 1:52,2                |
| 1500 m                           | Iharos Sándor Budapest                                                | 3:48,8    | Rózsavölgyi István Budapest                                  | 3:49,6                | Kiss László Budapest                                         | 3:50,2                |
| 5000 m                           | Pénzes Gyula Budapest                                                 | 14:36,0   | Szabó Miklós Budapest                                        | 14:45,6               | Béres Ernő Budapest                                          | 14:49,2               |
| 10 000 m                         | Kovács József Budapest                                                | 29:51,9   | Juhász Béla Budapest                                         | 31:05,4               | Csordás László Budapest                                      | 31:12,4               |
| maraton                          | Dobronyi József Budapest                                              | 2:35:05,0 | Esztergomi Mihály Budapest                                   | 2:42:41,2             | Zalavári Ferenc Csongrád                                     | 2:43:05,8             |
| 110 m gát                        | Retezár Imre Budapest                                                 | 14,9      | Lippay Antal Baranya                                         | 15,2                  | Csenger Attila Budapest                                      | 15,3                  |
| 200 m gát                        | Botár Attila Budapest                                                 | 24,7      | Csenger Attila Budapest                                      | 24,7                  | Tóth Ferenc Budapest                                         | 26,3                  |
| 400 m gát                        | Lippay Antal Baranya megye                                            | 53,5      | Kiss Ernő Hajdu-Bihar                                        | 56,1                  | Bérdi Elemér Budapest                                        | 56,8                  |
| 3000 m akadály                   | Jeszenszky László Budapest                                            | 8:58,6    | Apró József Borsod                                           | 9:02,0                | Szilvágyi Herman Budapest                                    | 9:06,8                |
| 10 km gyaloglás                  | László Sándor Budapest                                                | 46:54,0   | Kun Sándor Csongrád                                          | 48:05,8               | Somogyi János Budapest                                       | 48:27,2               |
| 50 km gyaloglás október 18.      | Róka Antal Bp. Honvéd                                                 | 4:58:55,8 | Mauréry Tibor Budapest                                       | 5:03:36,2             | Stefanik Pál Budapest                                        | 5:04:21,0             |
| magasugrás                       | Szabó Aladár Győr-Sopron                                              | 184 cm    | Hemela János Budapest                                        | 184 cm                | Földessy Ödön Budapest                                       |                       |
| távolugrás                       | Földessy Ödön Budapest                                                | 729 cm    | Zajki Tibor Budapest                                         | 701 cm                | Hanzsér István Budapest                                      | 651 cm                |
| hármasugrás                      | Puskás Antal Budapest                                                 | 14,30 m   | Bolyki István Budapest                                       | 14,12 m               | Názer Lajos Budapest                                         | 13,44 m               |
| rúdugrás                         | Homonnay Tamás Budapest                                               | 410 cm    | Zsitvay Zoltán Budapest                                      | 390 cm                | Gaász Tibor Budapest                                         | 370 cm                |
| súlylökés                        | Kövesdi Ferenc Budapest                                               | 14,54 m   | Mihályfi János Bács-Kiskun                                   | 14,51 m               | Lévai Károly Budapest                                        | 14,17 m               |
| diszkoszvetés                    | Klics Ferenc Budapest                                                 | 51,01 m   | Sólyom Rudolf Budapest                                       | 47,53 m               | Szécsényi József Budapest                                    | 47,36 m               |
| gerelyhajítás                    | Krasznai Sándor Budapest                                              | 65,63 m   | Lukács János Budapest                                        | 57,61 m               | Guzsvári János Budapest                                      | 56,64 m               |
| kalapácsvetés                    | Csermák József Veszprém                                               | 56,87 m   | Németh Imre Budapest                                         | 56,29 m               | Petike Lajos Budapest                                        | 52,28 m               |
| tízpróba                         | Kertész Tibor Budapest                                                | 5392      | Villányi Sándor Budapest                                     | 4533                  | Süle Sándor Csongrád                                         | 4382                  |
| mezei futás (7000 m) április 26. | Garay Sándor Budapest I.                                              | 21:55,0   | Juhász Béla Budapest I.                                      | 21:56,0               | Jeszenszky László Budapest II.                               | 22:12,6               |
| 4 × 100 m                        | Hanzsér István Retezár Imre Csányi György Goldoványi Béla Budapest I. | 43,1      | Több induló nem volt.                                        | Több induló nem volt. | Több induló nem volt.                                        | Több induló nem volt. |
| 4 × 400 m                        | Lombos Henrik Majercsik Mihály Lippay Antal Solymosy Egon Baranya     | 3:23,0    | Bérdi Elemér Somogyi Nándor Erős Szentgáli Lajos Budapest I. | 3:24,2                | Több induló nem volt.                                        | Több induló nem volt. |
| mezei futás csapat április 26.   | Garay Sándor Juhász Béla Béres Ernő Budapest I.                       | 9         | Jeszenszky László Kovács Albert Dávid Budapest II.           | 19                    | Esztergomi Mihály Dobronyi József Pataki Károly Budapest VI. | 35                    |

4 × 100 méteren Budapest két csapat és Győr-Sopron visszalépett, mert Budapest I. a szabályok szerint nem indulhatott volna. 4 × 400 méteren a versenybíróság nem engedélyezte Budapest II és Budapest III indulását, mert 4 × 100 méteren nem álltak rajthoz.

### Nők
| Versenyszám                      | Arany                                                                      | Arany   | Ezüst                                                        | Ezüst   | Bronz                                                              | Bronz   |
| -------------------------------- | -------------------------------------------------------------------------- | ------- | ------------------------------------------------------------ | ------- | ------------------------------------------------------------------ | ------- |
| 100 m                            | Bartha Lászlóné Budapest                                                   | 12,2    | Gyarmati Olga Budapest                                       | 12,3    | Tilkovszky Ibolya Budapest                                         | 12,3    |
| 200 m                            | Tilkovszky Ibolya Budapest                                                 | 25,5    | Bartha Lászlóné Budapest                                     | 25,6    | Mladoniczky Mária Budapest                                         | 25,9    |
| 400 m                            | Bokori Teréz Budapest                                                      | 58,2    | Bleha Anna Budapest                                          | 59,4    | Hazucha Zsuzsa Budapest                                            | 59,6    |
| 800 m                            | Köbölkuti Irén Budapest                                                    | 2:15,6  | Oros Ágnes Budapest                                          | 2:17,0  | Kazi Aranka Budapest                                               | 2:17,3  |
| 80 m gát                         | Gyarmati Olga Budapest                                                     | 11,6    | Várkonyi Zsuzsa Budapest                                     | 11,9    | Németh Ida Budapest                                                | 12,3    |
| magasugrás                       | Németh Ida Budapest                                                        | 150 cm  | Kertes Erzsébet Budapest                                     | 146 cm  | Laborczi Judit Csongrád                                            | 150 cm  |
| távolugrás                       | Gyarmati Olga Budapest                                                     | 572 cm  | Lohász Irén Budapest                                         | 544 cm  | Bucsányi Erzsébet Budapest                                         | 535 cm  |
| súlylökés                        | Fehér Mária Budapest                                                       | 12,83 m | Vucsics Mária Budapest                                       | 12,79 m | Sik Józsefné Budapest                                              | 11,65 m |
| diszkoszvetés                    | Józsa Dezsőné Budapest                                                     | 42,21 m | Serédi Zsuzsa Budapest                                       | 41,48 m | Szatmáriné Bács-Kiskun                                             | 37,85 m |
| gerelyhajítás                    | Vig Erzsébet Budapest                                                      | 42,85 m | Galambos Klára Budapest                                      | 41,31 m | Laczó Ilona Budapest                                               | 41,21 m |
| ötpróba                          | Soós Klára Budapest                                                        | 3770    | Odegnál Mária Budapest                                       | 2899    | Varga II. Budapest                                                 | 2729    |
| mezei futás (1500 m) április 26. | Rőder Katalin Budapest I.                                                  | 5:02,8  | Kazi Aranka Budapest II.                                     | 5:06,8  | Bleha Anna Budapest II.                                            | 5:09,2  |
| 4 × 100 m                        | Szombath Anna Burcsányi Erzsébet Bartha Lászlóné Lohász Irén Budapest III. | 49,3    | Tóth Tilkovszky Ibolya Hazucha Zsuzsa Soós Klára Budapest I. | 49,5    | Bende Franciska Dénes Ida Kozik Ágota Várkonyi Zsuzsa Budapest II. | 50,5    |
| mezei futás csapat április 26.   | Rőder Katalin Fürst Helén Ficsor Irén Budapest I.                          | 11      | Kazi Aranka Bleha Anna Ughy Budapest II                      | 13      | Turi Emma Sterlik Mária Németh Budapest III                        | 26      |

### Magyar atlétikai csúcsok
- 4 × 1500 m 15:29,2 Vcs. Férfi válogatott (Garay Sándor, Béres Ernő, Rózsavölgyi István, Iharos Sándor) Budapest 9. 23.

### Országos csúcsok
- n. 300 m 42,4 Bende Franciska Bp. Bástya Budapest 8. 16.
- n. 300 m 41,7 Soós Klára Bp. Dózsa Budapest 10. 4.
- n. 400 m 57,8 Bokori Teréz Bp. Honvéd Budapest 7. 11.
- n. 800 m 2:13,0 Kati Aranka Bp. Lokomotív Bukarest 8. 8.
- n. 800 m 2:12,7 Kati Aranka Bp. Lokomotív Budapest 9. 12.
- n. 800 m 2:12,4 Kati Aranka Bp. Lokomotív Budapest 9. 20.
- 1500 m 3:46,6 Béres Ernő Bp. Vasas Bukarest 8. 9.
- 3000 m 8:16,8 Kovács József Bp. Bástya Baja 5. 31.
- 5000 m 14:07,4 Kovács József Bp. Bástya Varsó 7. 19.
- 5000 m 14:04,2 Kovács József Bp. Bástya Bukarest 8. 5.
- 5000 m 14:01,2 Kovács József Bp. Bástya Budapest 9. 20.
- 10 000 m 29:51,2 Kovács József Bp. Bástya Budapest 7. 26.
- 10 000 m 29:21,2 Kovács József Bp. V. Lobogó Bukarest 10. 4.
- n. 80 m gát 11,3 Gyarmati Olga Bp. Vasas Bukarest 8. 8.
- 110 m gát 14,7 Retezár Imre Bp. Dózsa Budapest 9. 13.
- 400 m gát 52,4 Lippay Antal Pécsi Lokomotív Bukarest 8. 9.
- 3000 m akadály 8:58,6 Jeszenszky László Bp. Bástya Budapest 6. 21.
- 3000 m akadály 8:58,6 Jeszenszky László Bp. Bástya Budapest 7. 25.
- 3000 m akadály 8:57,4 Jeszenszky László Bp. Bástya Bukarest 8. 7.
- 3000 m akadály 8:54,6 Jeszenszky László Bp. Bástya Budapest 8. 20.
- 15 km gyaloglás 1:11:31,0 László Sándor Bp. Dózsa Budapest 5. 16.
- 15 km gyaloglás 1:11:04,0 László Sándor Bp. Dózsa Budapest 8. 29.
- 20 km gyaloglás 1:36:54,0 László Sándor Bp. Dózsa Budapest 5. 16.
- távolugrás 763 cm Földessy Ödön Bp. Dózsa Bukarest 8. 8.
- távolugrás 766 cm Földessy Ödön Bp. Dózsa Budapest 9. 13.
- távolugrás 776 cm Földessy Ödön Bp. Dózsa Budapest 9. 19.
- n. távolugrás 623 cm Gyarmati Olga Bp. Vasas Budapest 9. 20.
- hármasugrás 14,92 m Puskás Antal Bp. Vasas Prága 7. 11.
- hármasugrás 14,99 m Puskás Antal Bp. Vasas Budapest 9. 12.
- rúdugrás 430 cm Homonnay Tamás Bp. Vasas Bukarest 10. 3.
- n. súlylökés 13,56 m Fehér Mária Bp. Előre Tata 4. 24.
- n. súlylökés 13,62 m Fehér Mária Bp. Előre Budapest 9. 12.
- n. gerelyhajítás 45,23 m Vigh Erzsébet Bp. Bástya Budapest 6. 6.
- n. gerelyhajítás 46,32 m Vigh Erzsébet Bp. Bástya Budapest 6. 21.
- n. gerelyhajítás 46,44 m Vigh Erzsébet Bp. Bástya Varsó 7. 19.
- n. 4 × 200 m 1:41,6 Női válogatott (Soós Klára, Bartha Lászlóné, Tilkovszky Ibolya, Gyarmati Olga) Bukarest 8. 19.
- 4 × 400 m 3:13,2 Férfi válogatott (Bánhalmi Ferenc, Adamik Zoltán, Solymosy Egon, Szentgáli Lajos) Prága 6. 12.
- 4 × 400 m 3:11,2 Férfi válogatott (Bánhalmi Ferenc, Adamik Zoltán, Solymosy Egon, Szentgáli Lajos) Bukarest 8. 9.
- n. 3 × 800 m 6:58,2 Női válogatott (Kazi Aranka, Köbölkúti Irén, Bácskai Anna) Prága 7. 12.
- n. 3 × 800 m 6:52,8 Női válogatott (Fürst Helén, Oros Ágnes, Kazi Aranka) Budapest 9. 23.
- 4 × 1500 m 15:29,2 Férfi válogatott (Garay Sándor, Béres Ernő, Rózsavölgyi István, Iharos Sándor) Budapest 9. 23.
- n. svéd váltó 2:22,5 Budapesti Dózsa SE Budapest 10. 10.